# Neacomys guianae
Neacomys guianae är en däggdjursart som beskrevs av Thomas 1905. Neacomys guianae ingår i släktet borstrisråttor, och familjen hamsterartade gnagare. IUCN kategoriserar arten globalt som livskraftig. Inga underarter finns listade i Catalogue of Life.
Arten förekommer i norra Sydamerika i regionen Guyana. En mindre avskild population hittades i södra Venezuela. Habitatet utgörs av fuktiga skogar i låglandet. Individerna är aktiva på natten och äter frön, frukter samt några insekter. Honor föder 2 till 4 ungar per kull.